# Pseudagrion citricola
Pseudagrion citricola – gatunek ważki z rodziny łątkowatych (Coenagrionidae). Występuje w Afryce Południowej – w RPA i Lesotho.
Imago lata od października do maja. Długość ciała 32–33 mm. Długość tylnego skrzydła 18,5–19,5 mm.